# Sedmička (pořad)
Sedmička (dříve Sedm, čili 7 dní) je český televizní pořad TV Nova a zabývající se politickou debatou vysílaný do roku 2006. Moderátor pořadu byl původně Jan Vávra, později Jana Bobošíková, Michaela Jílková, Martin Veselovský a Jitka Obzinová. Pořad se vysílal stejně jako konkurenční pořady po nedělní polední době, na České televizi se vysílají Otázky Václava Moravce, na TV Prima zase Nedělní partie.